# Targhe d'immatricolazione del Territorio Libero di Trieste

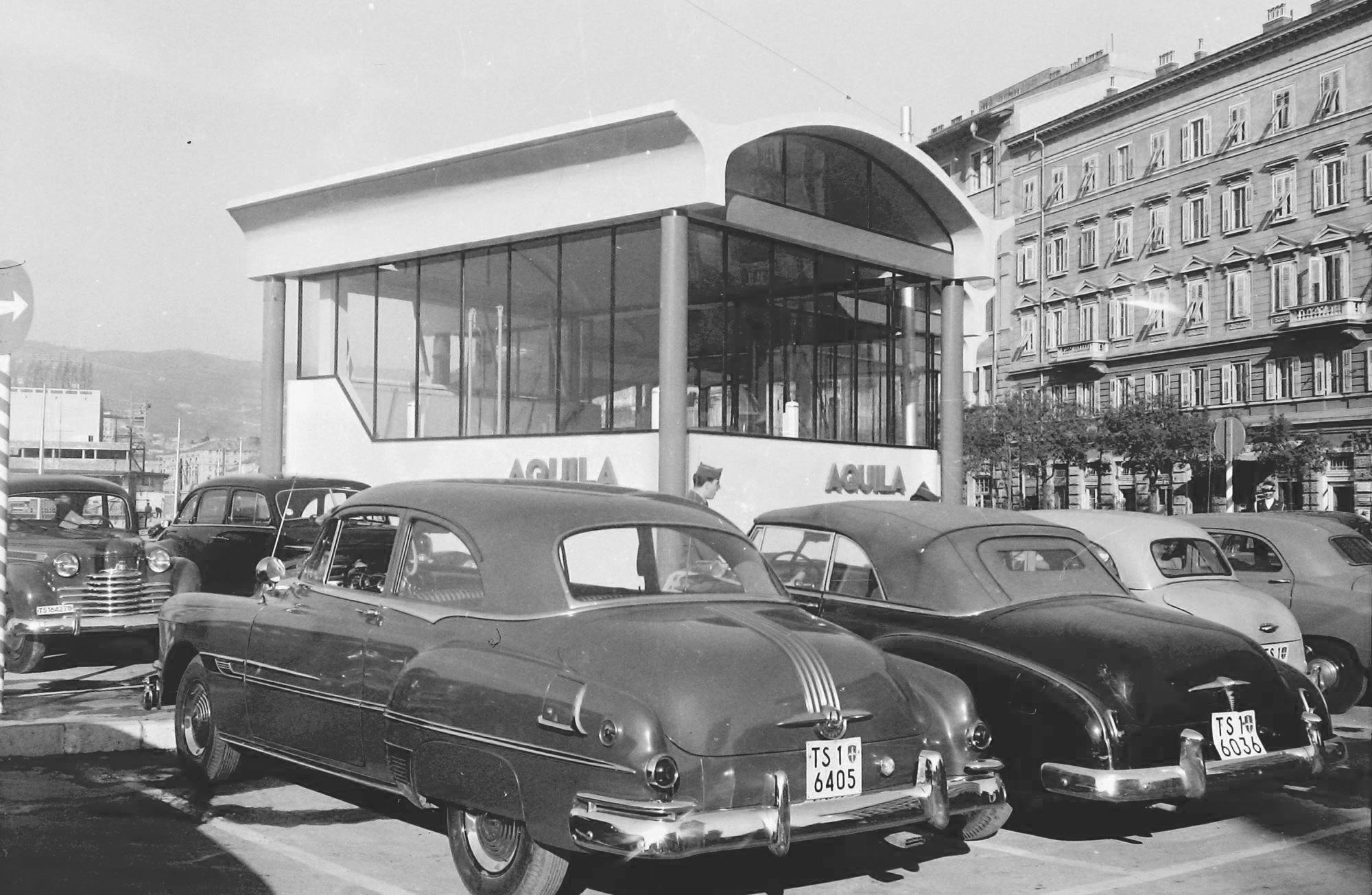
Automobili con la targa emessa nella zona A del Territorio Libero di Trieste dalla fine del 1947 al 1954

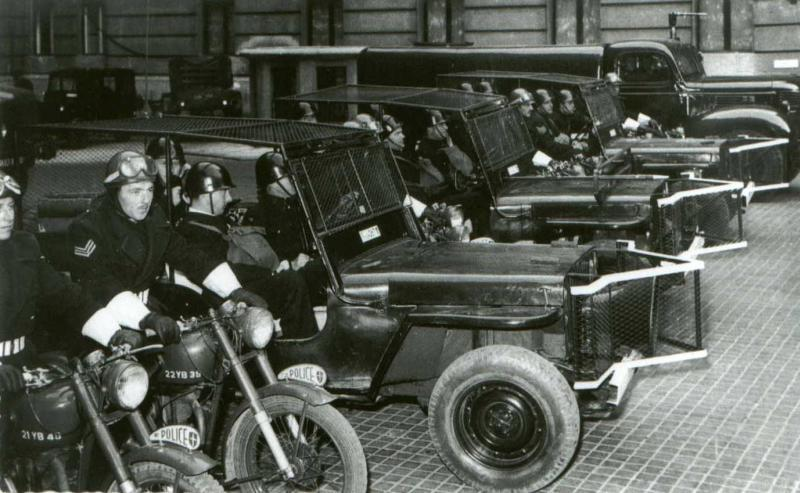
Targhe anteriori visibili in due motociclette in dotazione alla Venezia Giulia Police Force del TLT in una foto d'epoca

Le targhe d'immatricolazione del Territorio Libero di Trieste sono esistite dalla fine del 1947 al 1954, anche se il PRA del capoluogo giuliano attesta l'avvenuta immatricolazione di una Fiat 600 con targa "TS 22958" nel 1956. 
Vennero emesse nella zona A dall'Ufficio per la registrazione degli autoveicoli, istituito con l'Ordinanza n. 82 del Governo Militare Alleato del 15 dicembre 1947 con sede a Trieste, nella zona B dall'amministrazione civile dell'Armata Popolare Jugoslava con sede a Capodistria.

## Zona A

Lo stemma di Trieste usato per le targhe dei veicoli civili della zona A

### Autovetture
Le targhe posteriori delle autovetture nella zona A erano simili a quelle italiane dello stesso periodo, ma misuravano 320 × 220 mm, erano di colore bianco, con la sigla TS, le scritte alte 85 mm e lo stemma di Trieste di dimensioni 90 × 80 mm. A seguito della promulgazione dell’Ordinanza n. 154 del 18 agosto 1952, le dimensioni delle targhe posteriori furono ridotte a 275 x 200 mm, come quelle delle coeve targhe nazionali; provvedimento necessario anche per adattarsi ai nuovi alloggiamenti predisposti sulle carrozzerie degli autoveicoli italiani, che costituivano la maggioranza del parco circolante. Il nuovo formato fu applicato ai numeri della serie ordinaria automobilistica successivi a 16200, che fu raggiunto a fine novembre o all’inizio del dicembre 1952. 
I caratteri, neri su sfondo bianco, erano disposti su due righe, in alto a destra era posizionato lo stemma; questo si trovava a destra nelle targhe d'immatricolazione anteriori (delle medesime dimensioni delle targhe italiane dell'epoca), dove la numerazione era posposta alla sigla. Il numero più alto raggiunto fu 25480. Anche la sigla internazionale negli adesivi ovali era "TS". 
 Rappresentazione schematica della targa posteriore di un'autovettura:
| TS 1 2345 |

Rappresentazione schematica di una targa anteriore:
| TS 12345 |

### Autocarri
La targa degli autocarri era uguale a quella degli autoveicoli, tranne che per una piccola "A" fra la sigla e lo stemma e per il numero a quattro cifre. Il numero più alto raggiunto fu 8355.  
| TS A 1234 |

### Motoveicoli
La targa dei motoveicoli, delle stesse dimensioni di quelle adottate nelle autovetture, era come quella italiana ma con sole cinque cifre. In un articolo inerente a un viaggio motociclistico del 1956, sono visibili delle foto in cui appare una Vespa con la più alta numerazione documentata: 16693. 
| TS 1 6693 |

### Rimorchi
La targa per rimorchi, a differenza di quelle italiane, era disposta su due righe e non aveva la scritta RIMORCHIO per esteso ma soltanto la lettera "R". Il numero più alto raggiunto fu 347. 
| TS R 347 |

### Autobus e taxi
Le targhe per gli autobus e i taxi erano uguali a quelle degli autoveicoli, solo che avevano la lettera "H", che stava per hire ("noleggio" in inglese). Il numero più alto raggiunto fu 446. 
| TS H 446 |

### Targhe prova
Il formato delle targhe prova era su due righe, con la scritta "PROVA" in rosso sulla seconda riga che precedeva la numerazione. La sigla e le cifre erano più piccole di quelle normali. 
| TS PROVA 123 |

### Targhe provvisorie
Le targhe provvisorie erano in cartone con la scritta "Ts" in minuscolo e senza lo stemma di Trieste; a differenza delle altre erano emesse dall'ufficio della Motorizzazione civile situato a Trieste, che non smise mai di funzionare. Una fotografia attesta l'esistenza di una targa di questo tipo con numerazione 3284.
| Ts 3284 |

### Polizia
Le targhe della Venezia Giulia Police Force, che era la Polizia civile anglo-americana della zona A, recavano la scritta rossa "POLICE" per gli autoveicoli e "Police" per i motoveicoli (provvisti anche di una targa anteriore con lo stemma e la sola dicitura "POLICE" senza cifre). In entrambi i casi era presente lo stemma di Trieste. Il formato per le auto era uguale a quello civile, quello per le moto era invece più piccolo. Il numero più alto raggiunto fu 244 per gli autoveicoli e 455 per i motoveicoli. Per un breve periodo nel 1955 le targhe dei veicoli furono sostituite da altre uguali alle precedenti con la scritta "POLIZIA" e lo stemma  
| POLICE 012 |

| Police 012 |

### Polizia amministrativa
La targa posteriore della Polizia amministrativa del TLT era su tre righe, con il numero (di colore rosso) posizionato sulla linea inferiore; come dimensioni era uguale a quella della Venezia Giulia Police Force. Il formato misurava 165 × 165 mm. Furono immatricolati 15 autoveicoli di tale Corpo. 
| POLIZIA AMM.VA 15 |

### Guardia di Finanza
Anche la targa posteriore della Guardia di Finanza del TLT era su tre righe, con il numero posizionato su quella inferiore e le scritte "Gd." e "di" minuscole su quella superiore. È documentata l'esistenza di un'auto di questo Corpo con numerazione 001, riportata anche nella targa anteriore su una linea.
| Gd. di FINANZA 001 |

### Capitaneria di porto
Le vetture della Capitaneria di porto del TLT usavano targhe civili ma con la numerazione riservata alla pubblica amministrazione e alle autorità militari (TS 0001–0700). Si è a conoscenza di due automezzi immatricolati dalla Capitaneria di porto del TLT. 
| TS 0083 |

### Croce Rossa
Nella zona A del TLT non era presente una Croce Rossa autonoma, ma solo automezzi della Croce Rossa Italiana che avevano la scritta "Delegazione all'estero".
| CRI 1234 |

### Polizia stradale
Targhe proprie vennero emesse anche per la Polizia stradale, con la dicitura "POLIZIA STRADALE" scritta in rosso su un'unica riga (sopra le cifre nere) nelle autovetture, su doppia linea nei motocicli. La fonte consultata riporta due fotografie esemplificative: la targa di un'auto con numerazione 9436 e quella di una moto con combinazione alfanumerica di colore nero 106KA, le cui lettere non si sa se fossero seriali o identificative della sede del Comando. Entrambe sono prive dello stemma di Trieste.
Schema della targa di un'autovettura della Polizia stradale:
| POLIZIA STRADALE 9436 |

Schema della targa di un motociclo della Polizia stradale:
| POLIZIA STRADALE 106KA |

## Zona B

Lo stemma di Trieste nelle targhe dei veicoli civili della zona B

Dal 1945 al 1954 le targhe della zona B avevano la stella rossa a cinque punte dopo la sigla STT e prima di un numero progressivo formato da non più di quattro cifre; il formato era simile alle targhe jugoslave dello stesso periodo. 
All'area d'immatricolazione limitrofa di Trieste era stata assegnata nel 1945 la sigla KM o KMT: le lettere erano le iniziali rispettivamente di Komanda Mesta e Komanda Mesta Trst, ossia "Comando della Città" e "Comando della Città di Trieste". Le lettere STT erano invece le iniziali di Territorio Libero di Trieste (Slobodni Teritorij Trsta) non in inglese bensì in serbo-croato, poiché l'Armata Popolare Jugoslava che amministrava la zona era costituita soprattutto da serbi e croati. 
La targa posteriore poteva essere su doppia linea. La numerazione era composta da un massimo di tre cifre dal 1945 al 1947, divenute quattro (con la stella rossa che sormontava lo stemma della città) dal 1947 al 1954.
Schema targa documentata di un veicolo della zona B immatricolato tra il 1947 e il 1954:
| STT 1078 |